# Baker (Missouri)
Baker è un villaggio degli Stati Uniti d'America della contea di Stoddard nello Stato del Missouri. Il censimento effettuato nel 2010 ha rilevato che la popolazione residente era pari a 3 abitanti.

## Geografia fisica
Baker è situata a 36°46′25″N 89°45′41″W (36.773613, −89.761513).
Secondo lo United States Census Bureau, ha un'area totale di 0,21 miglia quadrate (0,54 km²).

## Società

### Evoluzione demografica
Secondo il censimento del 2010, c'erano 3 persone.

### Etnie e minoranze straniere
Secondo il censimento del 2010, la composizione etnica del villaggio era formata dal 100,0% di bianchi.